# خوسيه مانويل ريستريبو فيليز
خوسيه مانويل ريستريبو فيليز هو عالم نبات ومحامي وعالم أحياء وسياسي كولومبي، ولد في 30 ديسمبر 1781 في إنفيغادو في كولومبيا، وتوفي في 1 أبريل 1863 في بوغوتا في كولومبيا. انتخب وزير داخلية كولومبيا ‏.